# Корб, Валерий Николаевич
Валерий Николаевич Корб (эст. Valeri Korb, род. 3 июля 1954, Кохтла-Ярве, Эстонская ССР) — русскоязычный эстонский политик, депутат Рийгикогу XI и XII созывов от Центристской партии Эстонии.

## Образование
- 1984 год — закончил Ленинградскую Высшую Партийную школу.
- 1999 год — Санкт-Петербургский государственный университет экономики и финансов
- 2002 год — Санкт-Петербургский государственный университет

## Работа
- После окончания школы в 1971-1988 годах работал в производственном объединении Эстонсланец.
- 1988—1990 — заведующий городским отделом народного образования Кохтла-Ярве.
- В настоящее время председатель Совета Ида-Вируской Центральной больницы.

## Политическая деятельность
- В 1993—1996 годах занимал должность старейшины Ахтмеской части города Кохтла-Ярве.
- Мэр Кохтла-Ярве в  1990—1991, 1996—1999, 2002—2003 годах.
- 1991—1993 годы — помощник мэра Кохтла-Ярве.
- В 1999—2002 и 2003—2007 годах председатель Кохтла-Ярвеского горсобрания.
- С 1997 года член Центристской партии Эстонии.

## Диссертация
В 2002 году в СПбГУ Корб защитил кандидатскую диссертацию по теме «Проблемы формирования готовности муниципальных служащих к профессиональной деятельности». По его словам, он работал над ней более трёх лет.
Согласно исследованию Диссернета, кандидатская диссертация Корба представляет собой практически компиляцию из нескольких работ. Большая часть его диссертации переписана из диссертации Федотова С. Н. «Психологические основы формирования профессиональной пригодности сотрудников органов внутренних дел» (2001 год) путём механической замены слов ОВД, РУОП и УОП на «муниципальное образование», «раскрытие различных видов преступлений» стало «осуществлением профессиональной деятельности» и т. п.